# Как объяснить картины мёртвому зайцу
Как объяснить картины мёртвому зайцу (нем. wie man dem toten Hasen die Bilder erklärt ) — перформанс, поставленный немецким художником Йозефом Бойсом 26 ноября 1965 года в галерее Шмела в Дюссельдорфе. Хотя это была только первая персональная выставка Бойса в частной галерее, её иногда называют его самой известной акцией.

## Процесс
В начале перформанса Бойс запер двери галереи изнутри, оставив посетителей снаружи. Они могли наблюдать за происходящим только через окна. С головой, полностью покрытой мёдом и золотой фольгой, он начал объяснять картины мертвому зайцу. Шепча что-то мёртвому животному, которого он держал в руках, Бойс переходил от одного произведения искусства к другому. Иногда он останавливался и возвращался в центр галереи, где перешагивал через мёртвую ель, лежавшую на полу. Спустя три часа публика была впущена в галерею. Бойс сидел на табурете у входа с зайцем на руке и спиной к зрителям.

## Интерпретация и контекст
Перформанс стал кульминацией развития Бойсом темы расширенного определения искусства, проявления которой наблюдались в его рисунках ещё в 1950-х годах. Он провёл ритуал «объяснения искусства» действием, которое для его зрителей было фактически молчаливым.
Тема связи между мыслью, речью и формой в этом перформансе также была характерна для Бойса. В своей последней речи «Говоря о Германии» (нем. Sprechen über Deutschland) в 1985 году художник подчёркивал, что он был по существу человеком слов. В другом случае Бойс утверждал, что когда он говорит, то старается направлять импульс этой силы так, чтобы он перетекал в более полный описательный язык, который является духовным восприятием роста. Интеграция речи и разговора в его визуальные работы играет значимую роль в перформансе «Как объяснить картины мёртвому зайцу».
Заяц — животное с широким, многовековым символическим значением во многих религиях. В древнегреческой мифологии он ассоциировался с богиней любви Афродитой, у римлян и германских племён заяц служил символом плодородия, а в христианстве он ассоциировался с мифом о Воскресении. Эта интерпретация также подтверждается «маской», которую Бойс носил во время своего выступления: золото как символ силы Солнца, мудрости и чистоты, а мёд как германский символ возрождения.
Сам Бойс объяснял, что заяц для него является символом воплощения того, что человек может сделать только в воображении. Также он отмечал, что заяц роет норы, строя себе дом в земле, таким образом воплощаясь в земле. Мёд на своей голове Бойс относил к мысли и к живой субстанции, такими же живыми, по его мнению, могут становиться и человеческие мысли.
Некоторые материалы и акции имели для Бойса особое символическое значение. Например, мёд был продуктом пчёл, которые для Бойса (вслед за Рудольфом Штайнером) представляли собой идеальное общество тепла и братства. Золото имело важное значение в алхимии, а железо, металл Марса, символизировало мужские принципы силы и связи с землёй. Фотография из перформанса, на которой Бойс сидит с зайцем, была описана «некоторыми критиками как новая Мона Лиза XX века», хотя Бойс не был согласен с этим.